# Торговий дім
Торго́вий дім — торговельна фірма, яка закуповує товар у виробників або гуртовиків своєї країни і перепродає їх за кордон; також закуповує іноземні товари за кордоном та перепродає їх місцевим гуртовим і роздрібним торговцям та споживачам.

## Принципи діяльності
Діяльність торгових домів широка: вони здійснюють операції за свій рахунок і за дорученням клієнтів, за внутрішньою, гуртовою і роздрібною торгівлею, працюють з широкою номенклатурою товарів, виробляють продукцію. Для виконання своїх функцій у торгових домів існує власна мережа магазинів, складські приміщення, транспортні засоби тощо.
Торговий дім — одна з ланок торговельної посередницької інфраструктури ринкової економіки. В міжнародному розумінні — це багатопрофільні фірми або компанії, які є асоціаціями торгових, виробничих підприємств, банків і бірж, аукціонів, рекламних і маркетингових компаній та посередницьких установ, що входять до асоціації на добровільній основі для здійснення діяльності як у власній країні, так і за її межами. Суть діяльності торгового дому, як і будь-якого іншої торгово-посередницької структури, полягає в закупівлі товару у виробників чи гуртових продавців своєї країни і перепродажу його за кордоном, та навпаки.
Діяльність торгового дому характеризується широким діапазоном:
- здійснення від свого імені та переважно за свій рахунок експортно-імпортних, товарообмінних (бартерних) та інших зовнішньоекономічних операцій;
- інвестування коштів у виробництво;
- здавання обладнання в лізинг;
- надання кредитів;
- надання послуг у сфері страхування, ремонту і обслуговування, складування, консультацій, інжинірингу, фінансів;
- торговий дім бере участь у торгах на біржах та в створенні спільних підприємств за участю іноземного капіталу.

Діяльність торгового дому не обмежена однією групою товарів, які він продає. Вони здійснюють операції за досить різноманітною номенклатурою товарів і послуг. Торгові дома сприяють міжнародній кооперації виробництва, науково-технічному співробітництву, виконують широке коло споріднених операцій, зокрема кредитно-фінансових, транспортно-експедиторських, страхових, маркетингових, беруть участь в інших формах зовнішньоекономічних зв'язків. Торгові дома добре знають свій ринок, потреби покупців, утримують торговельні склади та автопарки, забезпечують технічне обслуговування і постачання запчастин до імпортного обладнання.